# Lansdowne-konferencen
Lansdowne-konferencen var en fredsmæglingskonference for parterne i Kosovo-krigen i slutningen af 1990'erne afholdt i Lansdowne, Virginia i USA i perioden 9.-13. september 1999. Konferencen blev arrangeret af United States Institute of Peace, det amerikanske fredsinstitut, og havde deltagelse af en bred række af politiske ledere og andre fremtrædende kosovo-albanske personer. Formålet var at berede vejen for lokalt selvstyre i Kosovo. 
Konferencen mundede ud i en erklæring, der indeholdt en opfordring til befolkningen og alle politiske grupperinger i Kosovo om at sørge for:
- Frigivelse af alle Kosovo-borgere, der var tilbageholdt eller fængslet illegalt sammen med dem, der havde været udsat for illegale rettergange
- Frigivelse af dem, der var holdt som gidsler i Serbien, heraf mange børn
- Oplysninger om alle forsvundne personer
- Retsforfølgelse af alle krigsforbrydere.